# پاپکاسل
پاپکاسل (به انگلیسی: Papcastle) یک روستا و محله مدنی در بریتانیا است که در الیردال واقع شده‌است. پاپکاسل ۳۸۵ نفر جمعیت دارد.